# テストダブル
テストダブル (Test Double) とは、ソフトウェアテストにおいて、テスト対象が依存しているコンポーネントを置き換える代用品のこと。ダブルは代役、影武者を意味する。
テストを実行するには、被試験システムに加えて、テスト対象が依存するコンポーネント (DOC; Depend-On Component) が必要になる。しかし、依存コンポーネントは、常に利用できるとは限らない。依存コンポーネントがテスト環境で利用できない理由には、次のようなものが挙げられる。
- 入手できない。
- テストで使いたい結果を返さない。
- 実行に時間がかかるなどの、望ましくない副作用がある。

こういった問題を回避するには、依存コンポーネントを、テスト用のコンポーネントと入れ替えるテクニックが利用できる。この代用のコンポーネントを、テストダブルと呼ぶ。

## テストダブルのパターン
ジェラルド・メサローシュは、テストダブルのパターンとして、次の5つを挙げている。
- テストスタブ (テスト対象に「間接的な入力」を提供するために使う。)
- テストスパイ (テスト対象からの「間接的な出力」を検証するために使う。出力を記録しておくことで、テストコードの実行後に、値を取り出して検証できる。)
- モックオブジェクト (テスト対象からの「間接的な出力」を検証するために使う。テストコードの実行前に、あらかじめ期待する結果を設定しておく。検証はオブジェクト内部で行われる。)
- フェイクオブジェクト (実際のオブジェクトに近い働きをするが、より単純な実装を使う。例として、実際のデータベースを置き換えるインメモリデータベースが挙げられる。)
- ダミーオブジェクト (テスト対象のメソッドがパラメータを必要としているが、そのパラメータが利用されない場合に渡すオブジェクト。)

モックオブジェクトやテストスパイは、テストスタブの機能を含む。
テストダブルにオープン標準は存在しないが、これらの用語を一貫して使用する機運がある。マーティン・ファウラーは、メサローシュの本に言及した「Mocks Aren't Stubs」という記事で、これらの用語を使っている。また、マイクロソフトは「Exploring The Continuum Of Test Doubles」と題する記事で、これらの用語と定義を使っている。